# 598 Octavia
598 Octavia este un asteroid din centura principală, descoperit pe 13 aprilie 1906, de Max Wolf.